# Urbain de Fiesque
Urbain de Fiesque  (italien Urbano Fieschi) ( ? - 1485) fut évêque de Fréjus (1472-1485).

## Biographie
Urbain de Fiesque francisation d'Urbano Fieschi est issu de la famille Fieschi de Gênes, il est successivement protonotaire apostolique à la Cour romaine, référendaire du pape aux deux signatures et évêque de Fréjus. À ce propos, lorsque le pape Sixte IV nomme Urbain de Fiesque sur l'évêché de Fréjus en 1472, le roi René essaye sans succès pendant plus de quatre ans de s'opposer à ce choix. Urbain ne réside pratiquement pas dans son évêché, son séjour à Fréjus se limitant au seul mois d'octobre 1477. Il confie l'administration du diocèse à des vicaires généraux, le dernier est Nicolas de Fiesque, son neveu, qui lui succède.
Il semble qu'il ait joué un rôle assez important pendant les dernières années du règne de Louis XI, en raison de ses relations avec Sixte IV.

« Monsr le chancellier, je vous prie que depeschez incontinant l'evesque de Frejux de tout ce qu'il aura a faire devers vous touchant aucuns mandemens, placetz et autres provisions que luy ay octroyees, car je desire qu'il soit bien et favorablement traicte en bonne justice. Et a Dieu. Escript au Pleisseiz du Parc, le VIIIe jour de decembre (1482).
LOYS.
BESSONAT.
A nostre ame et feal chancellier. »